# Lablab purpureus
Il lablab (Lablab purpureus (L.) Sweet), chiamata anche dolico egiziano, è una pianta erbacea della famiglia delle Fabacee. È l'unica specie nota del genere Lablab.
Questa pianta ha origini africane, ma è poco conosciuta nella stessa Africa ed ha una interessante prospettiva per migliorare la nutrizione dei paesi poveri e per la sicurezza alimentare e favorire lo sviluppo rurale nonché la gestione corretta del territorio.
Il lablab è coltivata anche come foraggio e pianta ornamentale. Inoltre, questa specie è citata come pianta medicinale e tossica.

## Descrizione

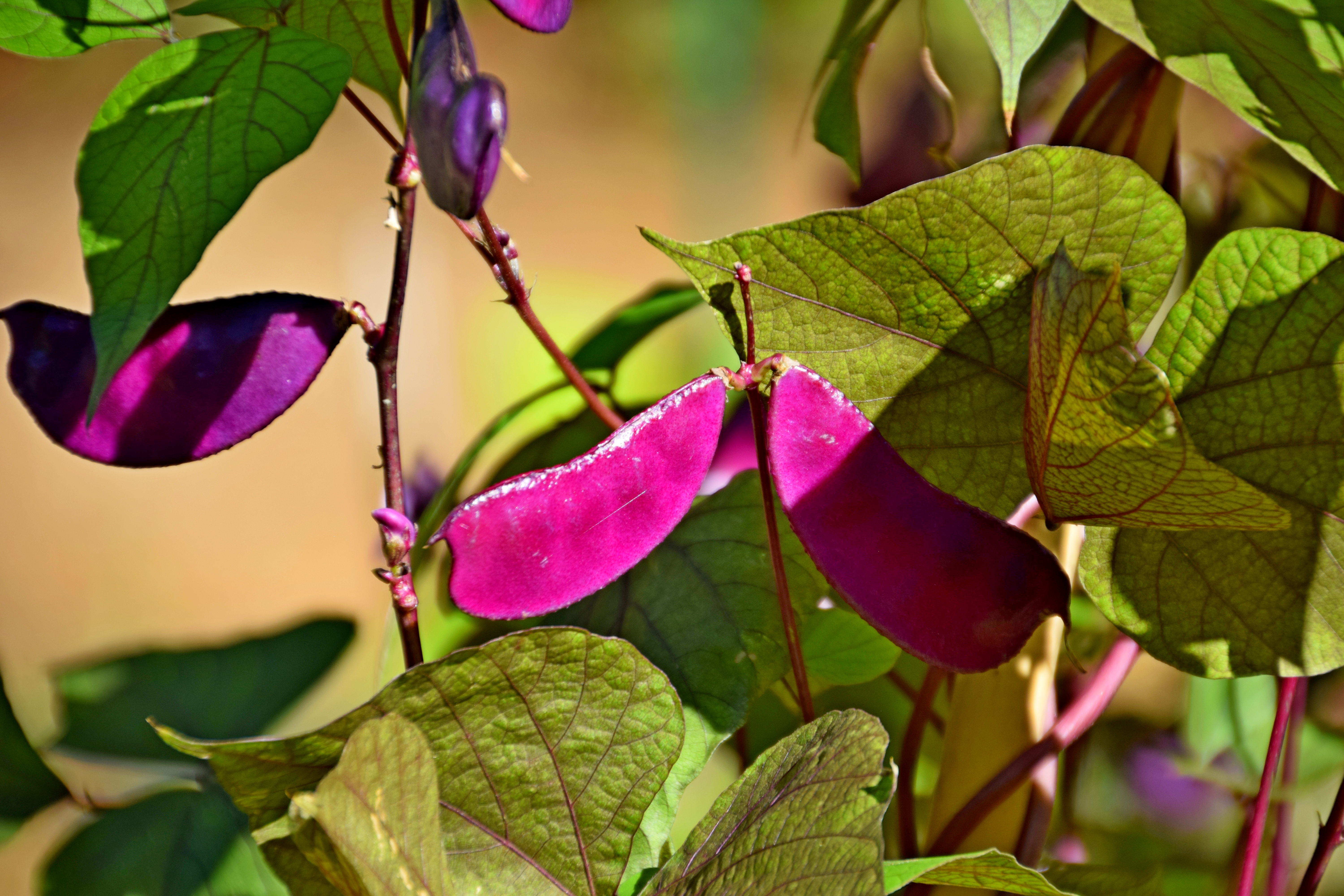
Baccello di lablab

La pianta è variabile a seconda delle condizioni di coltivazione, ma in generale si tratta di piante annuali o perenni. La specie selvatica è perenne. Gli steli spessi possono arrivare fino a 6 m di lunghezza. Le foglie sono costituite da tre foglioline appuntite, ciascuna lunga fino a 15 cm. L'infiorescenza è costituita da racemi di numerosi fiori. Alcune cultivar hanno fiori bianchi, mentre altre possono avere fiori violacei o blu.
Il frutto è un legume di forma, dimensione e colore variabili. Di solito è lungo diversi centimetri e ha un colore dal viola brillante al verde pallido. Contiene fino a quattro semi. A seconda della cultivar, i semi sono bianchi, marroni, rossi o neri, talvolta con ilo bianco. Le piante selvatiche hanno semi screziati. Il seme è lungo circa un centimetro.

## Usi

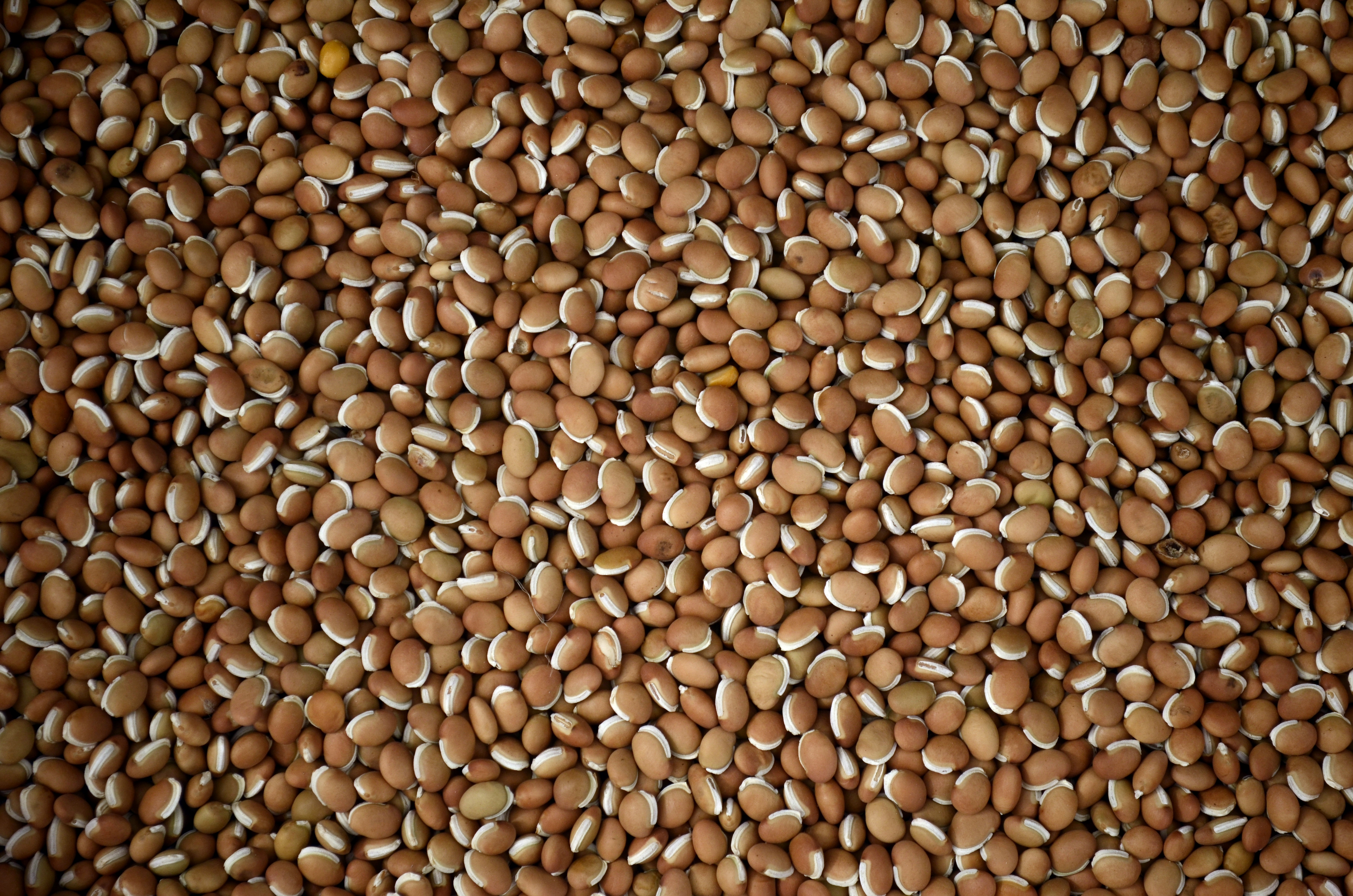
Semi di lablab

Il lablab è un antico legume domestico e una coltura multiuso.
A causa della disponibilità di semi di una cultivar foraggera, viene spesso coltivata come foraggio per il bestiame e come pianta ornamentale. Inoltre, è citata sia come pianta medicinale che come pianta velenosa.
I semi sono commestibili se bolliti bene con diversi cambi d'acqua, altrimenti sono tossici a causa della presenza di glicosidi cianogenici, che vengono convertiti in acido cianidrico quando consumati. I segni di avvelenamento includono debolezza, vomito, mancanza di respiro, spasmi, stupor e convulsioni. È stato dimostrato che esiste un’ampia gamma di potenziale cianogenico tra le varietà.